# Philippe Petit (journaliste et essayiste)
Pour les articles homonymes, voir Philippe Petit et Petit.
Philippe Petit est un journaliste, essayiste et philosophe français né à Neuilly-sur-Seine le 8 mars 1951. Il est rédacteur en chef de la rubrique « Idées » de l'hebdomadaire Marianne et producteur de l'émission « Les Nouveaux Chemins de la Connaissance » sur France Culture.

## Biographie

### Formation
Après avoir effectué des études de lettres et de philosophie à l'Université de Paris X Nanterre,[réf. souhaitée] il devient libraire à la librairie confédérale de la CFDT à Paris de 1974 à 1978,[réf. souhaitée] avant de passer un doctorat de philosophie en 1980 avec une thèse sur la « Nécessité de l'imaginaire et exigence de l'histoire dans l'œuvre de Jean-Paul Sartre ».[réf. souhaitée] Il enseigne dans le secondaire, au Centre universitaire d'enseignement du journalisme (CUEJ) de Strasbourg,[réf. souhaitée] ainsi qu'à l’Université de technologie de Compiègne[réf. souhaitée].

### Activités journalistiques
À la fin des années 1980, il collabore régulièrement comme pigiste avec les titres Le Monde, Libération, Politis, ou L'Autre Journal[réf. souhaitée], puis entre à L'Événement du jeudi en 1990[réf. souhaitée]. En 1997, il est sollicité par Jean-François Kahn pour collaborer à l'hebdomadaire Marianne et s'occuper de la rubrique « Idées ».[réf. souhaitée] Parallèlement, il collabore comme chroniqueur à France Culture au début des années 1990 et produit successivement les émissions « Science et conscience » et « La Fabrique de l’Humain » (de 2006 à 2011)[réf. souhaitée]. Il produit depuis 2011 l'émission du vendredi des « Nouveaux Chemins de la Connaissance »[réf. souhaitée].

### Activités d'animateur et conférencier
Au milieu des années 1980, il suit le séminaire de François Laruelle au Collège international de philosophie et y exerce de façon intermittente une activité d’animateur et de conférencier[réf. souhaitée]. Il participe aux semaines de Citéphilo à Lille depuis 1997.[réf. souhaitée] À partir de 1996, il est responsable de la collection « Conversations pour demain » aux éditions Textuel réalise des livres d’entretiens avec une trentaine d’intellectuels. Il est signataire de l'Appel des appels et a contribué au livre homonyme.

## Publications

### Essais
- La Cause de Sartre, Presses universitaires de France, 2000  (ISBN 2-13-050618-6).
- La France qui souffre – Enquête sur la souffrance mentale et ses traitements dans la France contemporaine, Flammarion, 2008  (ISBN 978-2-0812-1704-1).
- Philosophie de la prostate, Éditions du Cerf, 2018  (ISBN 9782204121484)

### Livres d'entretien
- Entretien avec Mireille Delmas-Marty – Vers un droit commun de l'humanité, Éditions Textuel, 1995  (ISBN 2-84597-136-2)
- Entretien avec Pierre-André Taguieff – La République menacée, Éditions Textuel, 1996  (ISBN 2-909317-20-X)
- Entretien avec Rony Brauman – Humanitaire, le dilemme, Éditions Textuel, 1996  (ISBN 2-84597-048-X)
- Entretien avec François Dagognet – Pour une philosophie de la maladie, Éditions Textuel, 1996  (ISBN 2-909317-18-8)
- Entretien avec Danièle Sallenave – À quoi sert la littérature ?, Éditions Textuel, 1997  (ISBN 2-909317-35-8)
- Entretien avec Dominique Schnapper – Contre la fin du travail, Éditions Textuel, 1997  (ISBN 2-909317-30-7)
- Entretien avec Dominique Lecourt – L'avenir du progrès, Éditions Textuel, 1997  (ISBN 2-909317-33-1)
- Entretien avec Jean Baudrillard - Le paroxyste indifférent, Grasset, 1997  (ISBN 2-253-94280-4).
- Entretien avec Pierre-Noël Giraud – Économie, le grand satan ?, Textuel, 1998  (ISBN 2-909317-53-6)
- Entretien avec Henry Rousso – La hantise du passé, Textuel, 1998  (ISBN 2-909317-49-8)
- Entretien avec Julia Kristeva – Contre la dépression nationale, Textuel, 1998  (ISBN 2-909317-51-X)
- Entretien avec Zaki Laïdi – Malaise dans la mondialisation, Textuel, 1998  (ISBN 2-84597-024-2)
- Entretien avec Dominique Bourg – Planète sous contrôle, Textuel, 1998  (ISBN 2-909317-65-X)
- Entretien avec François Dubet – Pourquoi changer l'école ?, Textuel, 1999  (ISBN 2-84597-025-0)
- Entretien avec Pierre Babin – La fabrique du sexe, Textuel, 1999  (ISBN 2-909317-83-8)
- Entretien avec Charles Coutel – Que vive l'école républicaine !, Textuel, 1999  (ISBN 2-909317-72-2)
- Entretien avec Daniel Bensaïd – Éloge de la résistance à l'air du temps, Textuel, 1999  (ISBN 2-909317-77-3)
- Entretien avec Paul Bouchet – La misère hors la loi, Textuel, 2000  (ISBN 2-84597-006-4)
- Entretien avec Paul Virilio – Cybermonde, la politique du pire, Textuel, 2001  (ISBN 978-2-84597-224-7)
- Entretien avec Pierre-Marie Gallois – Le consentement fatal, l'Europe face aux États-Unis, Textuel, 2001  (ISBN 2-84597-019-6)
- Entretien avec Périco Légasse et Danièle Sallenave - Nos amours de la France, Éditions Textuel, 2002.
- Entretien avec Gilles Bernheim – Réponses juives aux défis d'aujourd'hui, Textuel, 2003  (ISBN 2-84597-077-3)
- Entretien avec Jacques Généreux – Quel renouveau socialiste ?, Textuel, 2003  (ISBN 2-84597-072-2)
- Entretien avec François Laruelle – L'ultime honneur des intellectuels, Textuel, 2003  (ISBN 2-84597-085-4)
- Entretien avec Abdelwahab Meddeb – Face à L'Islam, Textuel, 2004  (ISBN 2-84597-071-4)
- Entretien avec Olivier Mongin – L'artiste et le politique, éloge de la scène dans la société des écrans, Éditions Textuel, 2004  (ISBN 2-84597-102-8)
- Entretien avec Danièle Lochak – Face aux migrants : État de droit ou état de siège ?, Éditions Textuel, 2007  (ISBN 2-84597-240-7)
- Entretien avec Monique Canto-Sperber – Que peut l'éthique ? Faire face à l'homme qui vient, Éditions Textuel, 2008  (ISBN 978-2-84597-291-9)
- Entretien avec Bernard Stiegler – Économie de l'hypermatériel et psychopouvoir, Mille et un nuits, 2008  (ISBN 978-2-84205-945-3)
- Entretien avec Pierre Legendre – Vues éparses, Mille et une nuits, 2009  (ISBN 978-2-75550-063-9)
- Entretien avec Alain Badiou et Jean-Claude Milner, Controverse, dialogue sur la politique et la philosophie de notre temps, Éditions du Seuil, 2012  (ISBN 978-2-02-108638-6)
- Entretien avec Jean-Claude Milner, Considérations sur la France, Éditions du Cerf, 2017  (ISBN 978-2-20-411525-4)
- Entretien avec Christian Ingrao, Les urgences d'un historien, Éditions du Cerf, 2019  (ISBN 978-2-20-412703-5)

## Films documentaires
- Roland Dumas, le mauvais garçon de la République, France 3, 2018, un film de Philippe Petit et Patrick Benquet, réalisé par Patrick Benquet[4].